# Maidstone
|  | Per a altres significats, vegeu «Maidstone (Vermont)». |

Maidstone és un municipi del Regne Unit, situat al comtat de Kent (Anglaterra), del qual és la capital. Pel seu territori passen cinc rius, el més important dels quals és el Medway, i això fa que els prats, els molins hidràulics i les fàbriques impulsades amb energia hidràulica siguin el tret característic del seu paisatge. Ha estat capdavantera en la indústria del paper. En el seu terme hi ha diversos castells catalogats com a patrimoni històric nacional.

## Localització

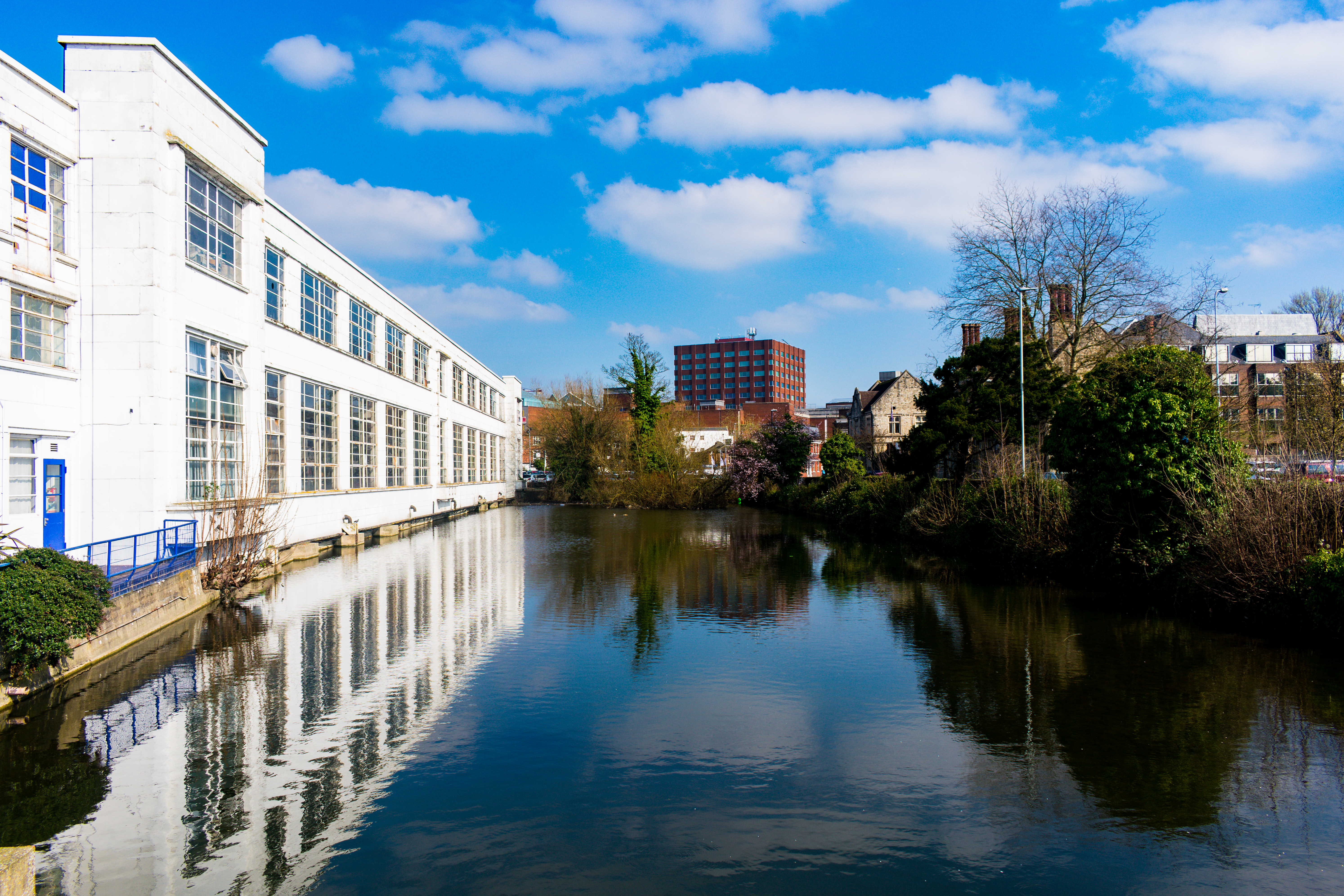
Zona de fàbriques que funcionen amb energia hidràulica del riu Len.

La ciutat està a sis milles d'on el riu Medway, havent agafat la direcció oest-est, s'uneix als rius Teise i Beult, i canvia de direcció cap al nord. El riu divideix en dues parts una zona de gres verdós de forma que Maidsotne queda en un espai entre dos pujols, i el centre de la ciutat ocupa el pujol de la part oriental. En l'extrem més allunyat i una mica més elevat està una zona del terme anomenada Penenden Heath.
El riu Len conflueix amb el Medway a Maidstone i, encara que és un riu curt, proveeix d'aigua per al funcionament de diversos molins. El riu Loose, que neix a la pedania de Langley i conflueix amb el Medway a Tovil, dins del mateix terme, també va estar aprofitat per al funcionament de més de 13 molins. Els molins construïts en estanys formats pel curs d'aquests rius són un tret característic del paisatge de Maidstone.
Hi ha diverses carreteres que enllacen el terme amb altres poblacions: A20, A229, A26 i A274. També hi ha dues estacions de ferrocarril: Maidstone Est, la més al nord de les dues, que pertany a una línia secundària entre Londres i Ashford, i Maidstone Oest de la línia Medway Valley. El fet que no passi cap línia principal és degut al fet que fins al 1814 no va ser reconeguda com a capital del comtat, ja que a Kent l'administració estava abans compartida amb la ciutat de Canterbury.
Maidstone, a més del nucli de població que forma la ciutat, inclou altres nuclis dispersos Allington, Barming, Bearsted, Penenden Heath, Sandling, Tovil. També inclou zones residencials: Grove Green, Harbourland, Ringlestone, Roseacre, Shepway i Vinters Park.

## Toponímia

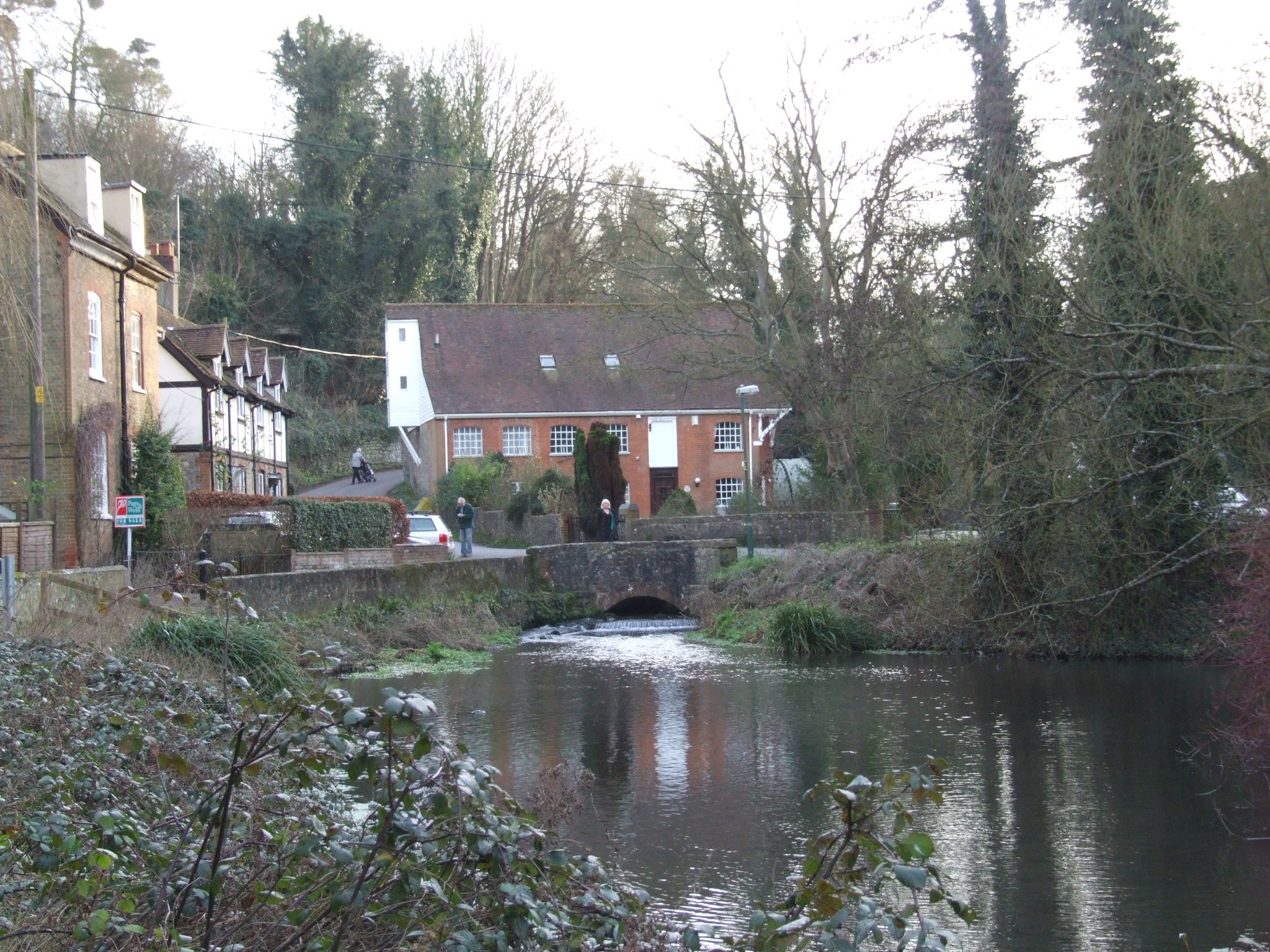
Molins hidràulics al riu Loose.

El nom de la ciutat probablement significa «la roca de la donzella» i podria tenir a veure amb un monument megalític al voltant del qual la gent es reunia. En els documents d'època anglosaxona, vers el 905, el nom està escrit Maeides Stana i Maegdan Stane, però en el Domesday Book (1086) l'ortografia havia variat cap a la forma Medestan, i Mayndenstan l'any 1396. La forma actual apareix escrita per primera vegada el 1610. Altres proposen, deduït del nom romà esmentat a l'itinerari Antoní Vagniacae' —del nom llatí del riu Vega—, que deriva de Meadow Town «la ciutat del prat».

## Història

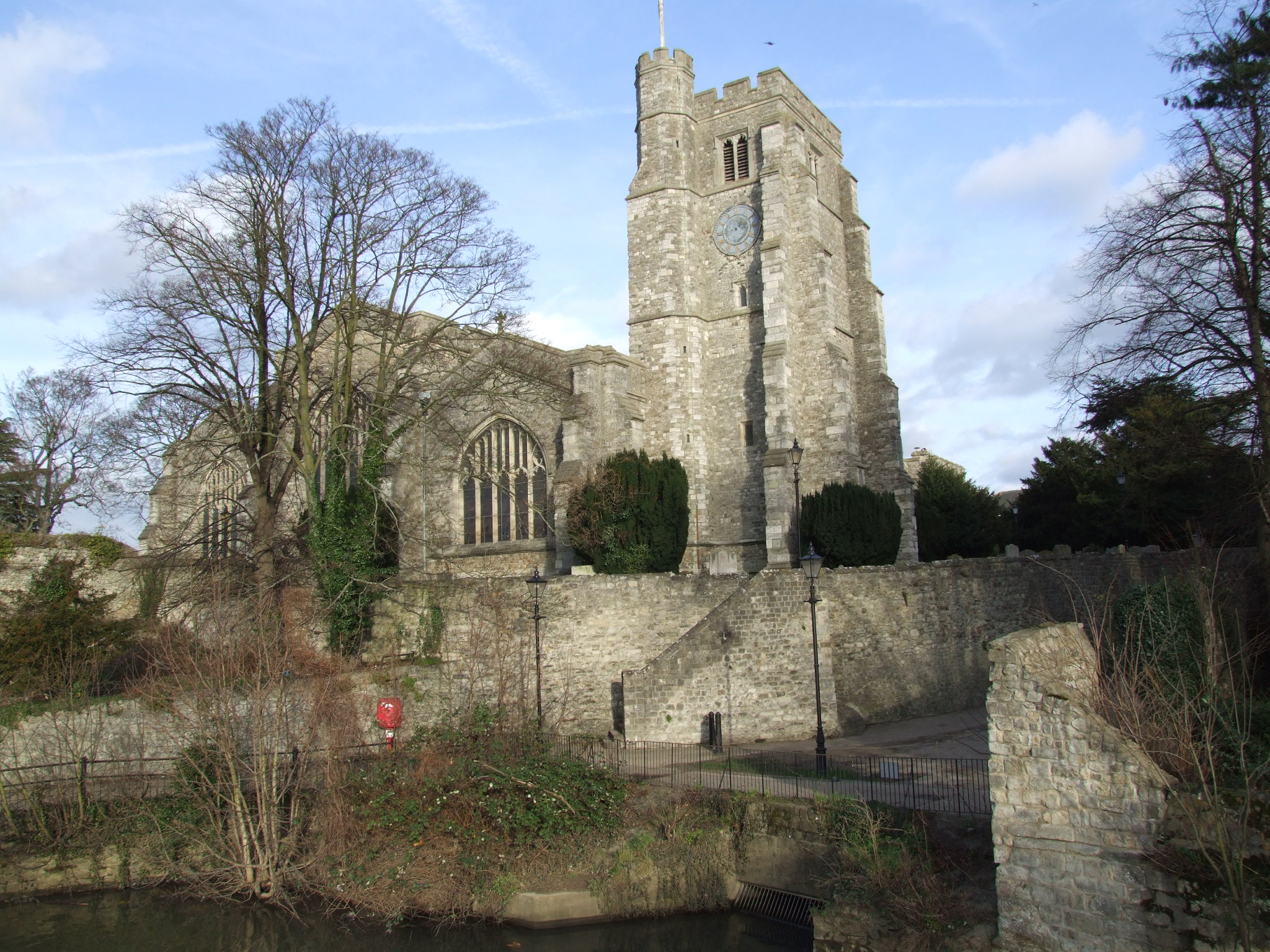
L'església de Tots els Sants

S'ha trobat proves que demostren l'ocupació d'aquesta zona en el Neolític. També hi ha restes de vil·les romanes a prop de la carretera d'entrada a la ciutat. Els normands van fer un castell de mota, que era la seu administrativa i de justícia de la contrada. Els culpables sentenciats a mort eren executats en un lloc de l'actual suburbi anomenat Penenden Heath. Un grup de religiosos van establir un monestir en un indret anomenat Boxley, aquests monjos donaven servei d'hospital i d'escola.
El 1549 Maidstone va ser nomenada ciutat, però pocs anys després el 1551 la decisió va ser revocada i es va quedar amb l'estatus de burg. En època del rei Jaume I Maidstone va obtenir un escut heràldic: un lleó daurat (en representació d'Anglaterra) i tres cercles (agafats de l'emblema de l'arquebisbe de Courtenay, fundador de l'església de Tots els Sants) entre una línia ondulada que representa el riu. Recentment se li ha afegit el cap d'un cavall, en representació del comtat de Kent, i el d'un iguanodont, ja que al segle xix es van trobar les restes fossilitzades d'aquest animal.
Durant la guerra civil va haver una batalla aquí, el 1648, que va tenir com a resultat la victòria de les forces del parlament. Andrew Broughton, que era l'alcalde de Maidstone el 1649 i també oficial del tribunal de justícia, va ser l'encarregat de llegir la sentència de mort de Carles I i una placa el recorda com "el regicida".

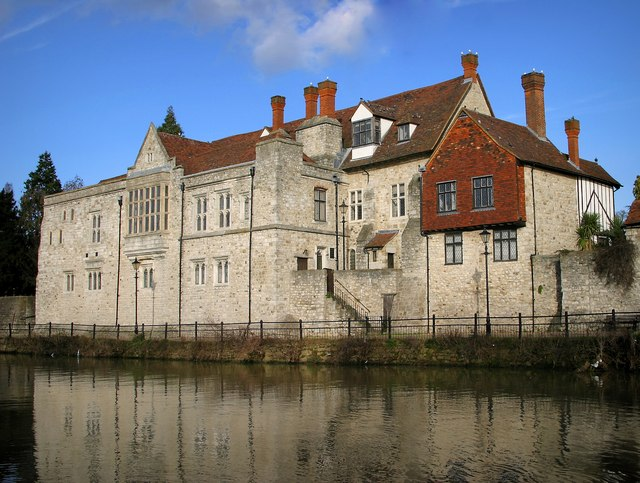
Palau arquebisbal

En aquesta ciutat van sorgir diverses indústries relacionades amb la fabricació de paper, cervesa i roba, també h havia una pedrera. El fabricant de paper James Whatman i el seu fill van inventar el paper teixit, un tipus de paper per escriure de superfície uniforme i sense filigrana. La seva fàbrica es deia Turkey Mill i des del 1740, es va avançar a altres fàbriques del moment que només feien paper verjurat.
Des del 1798 es va establir una base militar permanent,anomenada Invicta Park Barracks, on actualment està el Regiment d'Enginyers 36.

## Clima
Kent té un clima marítim, amb estius frescs i hiverns temperats. L'estació meteorològica més propera està a East Malling, a unes tres milles de Maidstone.
La temperatura més alta enregistrada en aquesta estació és 37.4 °C (99.3 °F), l'agost del 2003, i la temperatura més baixa −17.8 °C (0.0 °F) el gener del 1947 i una altra vegada el 1972. East Malling' té el rècord de dia de gener més suau a sud-est d'Anglaterra, 17.4 °C (63.3 °F), que es va enregistrar l'any 2003. En els darrers anys la més baixa ha estat −10.7 °C (12.7 °F) el 20 de desembre del 2010.
| Dades climàtiques a East Malling 1961-1990 | Dades climàtiques a East Malling 1961-1990 | Dades climàtiques a East Malling 1961-1990 | Dades climàtiques a East Malling 1961-1990 | Dades climàtiques a East Malling 1961-1990 | Dades climàtiques a East Malling 1961-1990 | Dades climàtiques a East Malling 1961-1990 | Dades climàtiques a East Malling 1961-1990 | Dades climàtiques a East Malling 1961-1990 | Dades climàtiques a East Malling 1961-1990 | Dades climàtiques a East Malling 1961-1990 | Dades climàtiques a East Malling 1961-1990 | Dades climàtiques a East Malling 1961-1990 | Dades climàtiques a East Malling 1961-1990 |
| Mes                                        | gen                                        | febr                                       | març                                       | abr                                        | maig                                       | juny                                       | jul                                        | ag                                         | set                                        | oct                                        | nov                                        | des                                        | anual                                      |
| ------------------------------------------ | ------------------------------------------ | ------------------------------------------ | ------------------------------------------ | ------------------------------------------ | ------------------------------------------ | ------------------------------------------ | ------------------------------------------ | ------------------------------------------ | ------------------------------------------ | ------------------------------------------ | ------------------------------------------ | ------------------------------------------ | ------------------------------------------ |
| Màxima mitjana °C (°F)                     | 6.8 (44.2)                                 | 7.1 (44.8)                                 | 9.8 (49.6)                                 | 12.4 (54.3)                                | 16.3 (61.3)                                | 19.5 (67.1)                                | 21.6 (70.9)                                | 21.5 (70.7)                                | 18.9 (66)                                  | 15.1 (59.2)                                | 10.2 (50.4)                                | 7.8 (46)                                   | 13.9 (57)                                  |
| Mínima mitjana °C (°F)                     | 1.2 (34.2)                                 | 1.2 (34.2)                                 | 2.4 (36.3)                                 | 4.2 (39.6)                                 | 6.9 (44.4)                                 | 9.8 (49.6)                                 | 11.9 (53.4)                                | 11.6 (52.9)                                | 9.5 (49.1)                                 | 7.0 (44.6)                                 | 3.6 (38.5)                                 | 2.1 (35.8)                                 | 5.9 (42.6)                                 |
| Precipitació mitjana mm (polzades)         | 62 (2.44)                                  | 41 (1.61)                                  | 49 (1.93)                                  | 46 (1.81)                                  | 47 (1.85)                                  | 50 (1.97)                                  | 45 (1.77)                                  | 48 (1.89)                                  | 60 (2.36)                                  | 60 (2.36)                                  | 67 (2.64)                                  | 65 (2.56)                                  | 640 (25.2)                                 |
| Mitjana mensual d'hores de sol             | 51.6                                       | 69.4                                       | 113.9                                      | 148.5                                      | 201.0                                      | 204.8                                      | 201.0                                      | 195.6                                      | 151.4                                      | 114.4                                      | 69.3                                       | 46.6                                       | 1.567,5                                    |
|                                            |                                            |                                            |                                            |                                            |                                            |                                            |                                            |                                            |                                            |                                            |                                            |                                            |                                            |

## Demografia

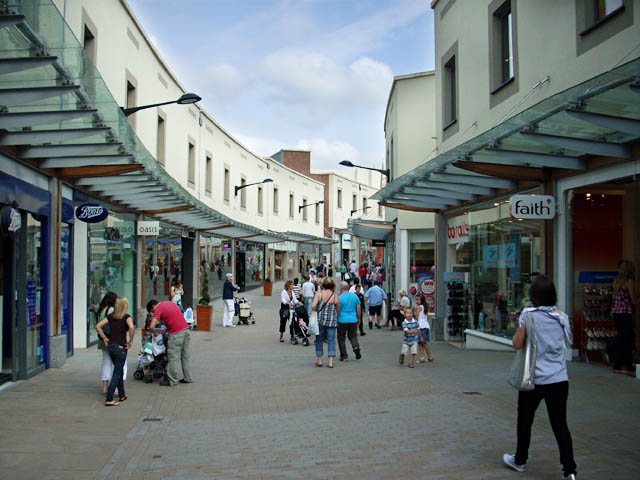
Carrer comercial

Segons l'estudi de la població del 2001, Maidstone tenia 75.070 habitants i una densitat de 28 residents per hectària. A la ciutat hi havia 31.142 habitatges, el 38% dels quals estaven ocupats per parelles casades, el 29% per individus, el 10% per parelles que cohabitaven i el 9% per famílies monoparentals. En el 14% dels habitatges hi havia un pensionista vivint sol.
Pel que fa a l'ètnia el 96,6% eren blancs, el 0,9% d'ètnia mixta, el 0,3% xinesa, 1,5% d'altres llocs d'Àsia, un 0,4% negres i el 0,3% d'altres. El lloc de naixement era el 94,1% britànics (91,4% anglesos), el 0,6% de la República d'Irlanda, el 0,6% d'Alemanya, l'1,3% d'altres països europeus, l'1,7% d'Àsia, el 0,9% d'Àfrica i el 0,8% d'altres llocs.

## Economia

Edifici de les oficines del comtat

Segons el cens del 2001, el 45,2% dels residents amb una edat entre 16–74 tenien un treball de jornada completa, el 12,7% a tems parcial, el 7,6% eren autònoms i el 2,5% no tenien feina, mentre que un 2,3% eren estudiants amb treball temporal, 3,0% estudiants a temps complet; el 12,9% persones jubilades, 6,6% eren dones que no treballaven per embaràs, el 3,8% amb malaltia que els incapacitava er treballar i el 3,2% eren econòmicament inactius per altres motius.
Els llocs de treball estan relacionats en un 19% amb el petit comerç; un 13% amb propietats (terres, negocis); un 11% amb fàbriques; un 9% amb la construcció; un 7% amb transports i comunicacions; un 10% amb sanitat i treballs socials; un 8% amb l'administració pública; un 7% amb l'educació; un 5% amb les finances; un 4% amb l'hostaleria i restauració; un 1% amb l'agricultura; un 1% amb l'energia i el subministrament d'aigua i un 5% en altres sectors. Comparat amb els percentatges a nivell nacional, Maidstone té molts treballadors en el sector de la construcció i l'administració, però poc en el sector agrícola.

## Agermanaments

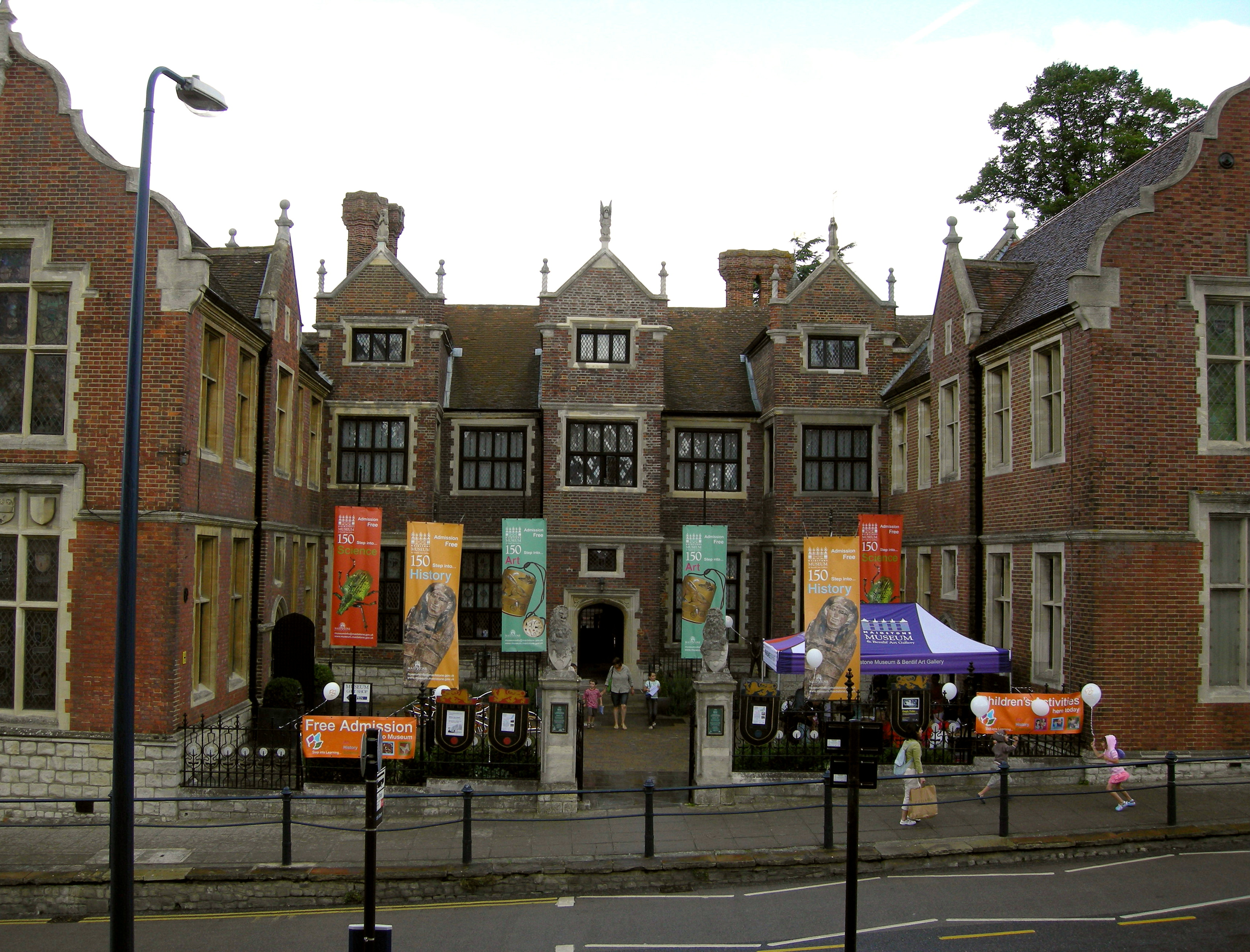
Entrada al Maidstone Museum.

Maidstone té relacions d'agermanament amb:
- Beauvais (França)

## Llocs d'interès

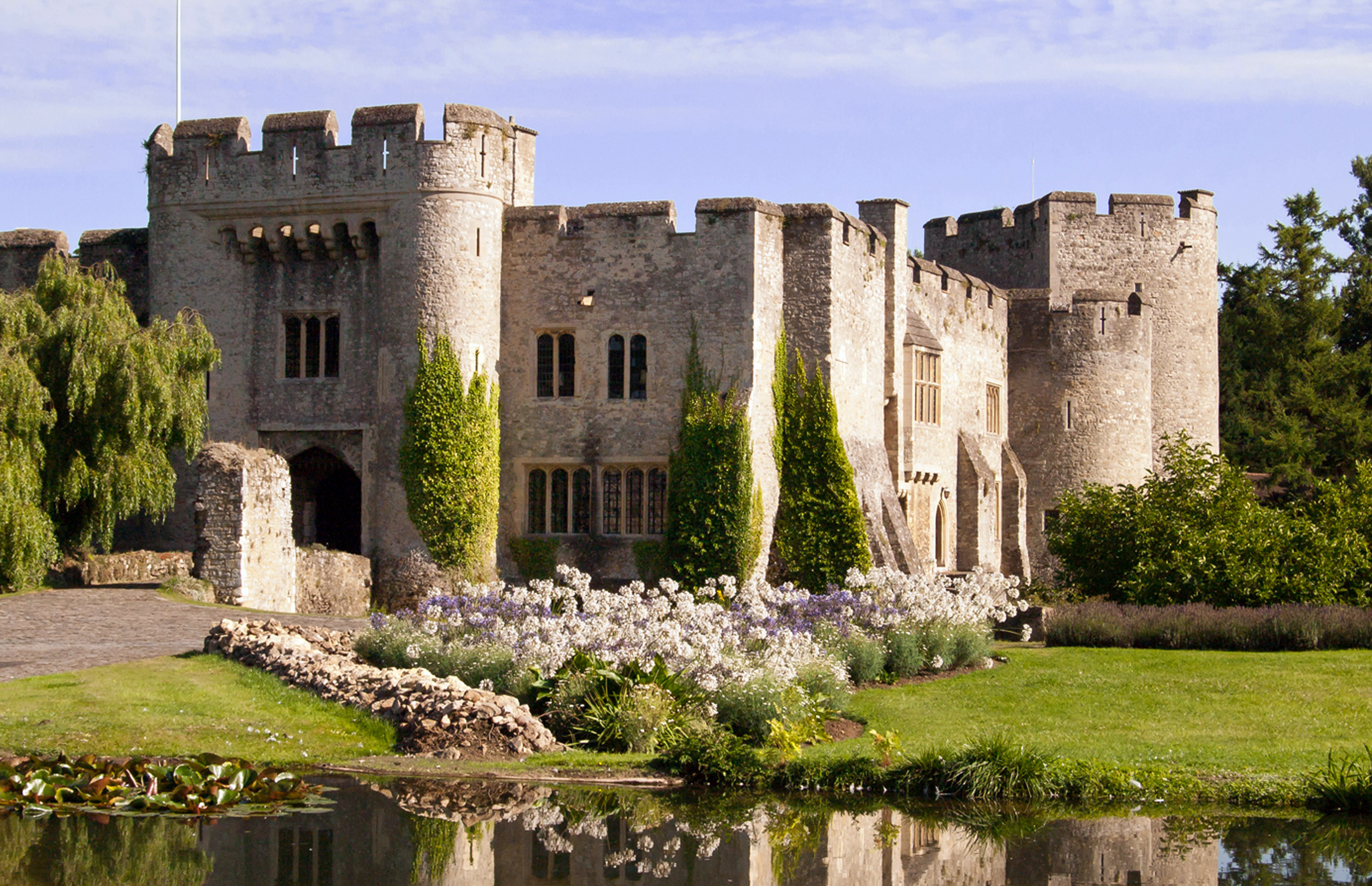
Castell d'Allington

- El Maidstone Museum & Art Gallery, un museu que té 600.000 objects, entre els quals hi ha col·leccions obre: l'antic Egipte, arqueologia en general, vestuari, etnografia, biologia, arts decoratives, geologia, art japonès, i història local.[14]
- El Kent Life, un museu a l'aire lliure que recrea la vida tradicional al comtat. En forma part una granja, una església i altres edificis antics.
- El Tyrwhitt-Drake, un museu de carruatges, procedents de la col·lecció privada de sir Garrard Tyrwhitt-Drake,, que va ser alcalde de Maidstone.
- El palau arquebisbal
- El castell d'Allington
- El castell de Leeds, que va ser residència de caterina d'Aragó.

Castell de Leeds